# Поррасйоки
Поррасйоки — река в России, протекает в Карелии. Устье реки находится в 61 км по левому берегу реки Пончи. Высота устья — 232,1 м над уровнем моря. Длина реки — 11 км.
Река берёт начало из озера Саркилампи на высоте 276,0 м над уровнем моря.

## Данные водного реестра
По данным государственного водного реестра России относится к Баренцево-Беломорскому бассейновому округу, водохозяйственный участок реки — Ковда от истока до Кумского гидроузла, включая озёра Пяозеро, Топозеро. Речной бассейн реки — бассейны рек Кольского полуострова и Карелии, впадает в Белое море.
Код объекта в государственном водном реестре — 02020000412102000000376.